# Kfz-Kennzeichen (Republik Moldau)

Kfz-Kennzeichen ab 2015

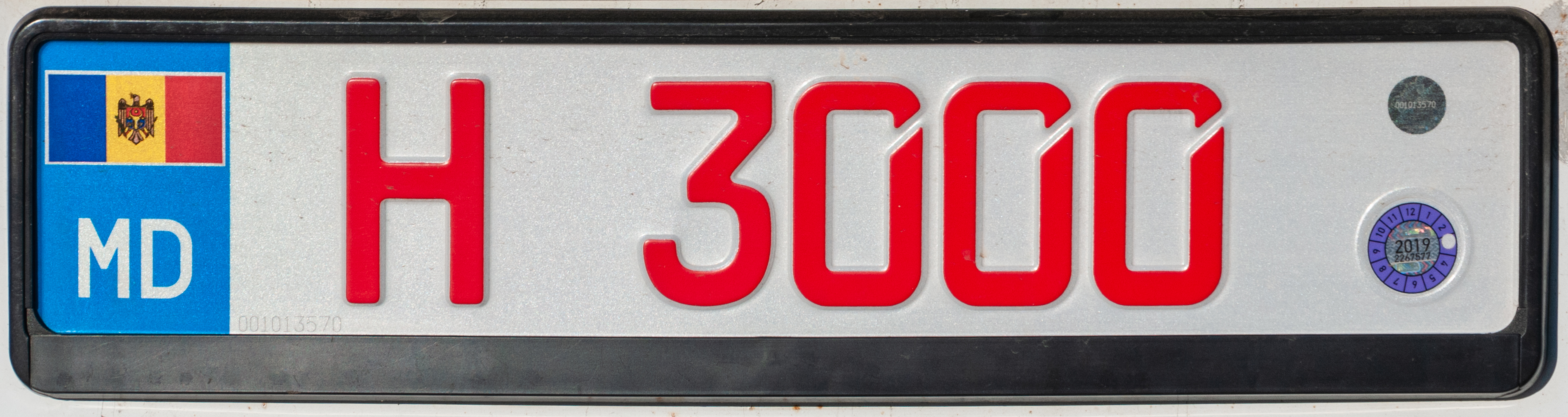
Ausländerkennzeichen mit „TÜV“-Plakette

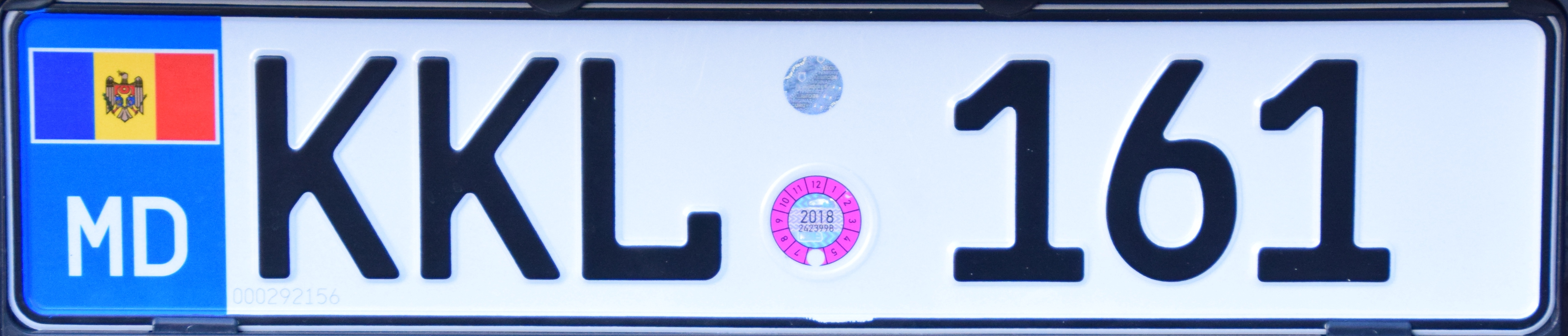
Kfz-Kennzeichen Moldaus 2015 ohne Rückschluss auf Herkunft, mit Plakette

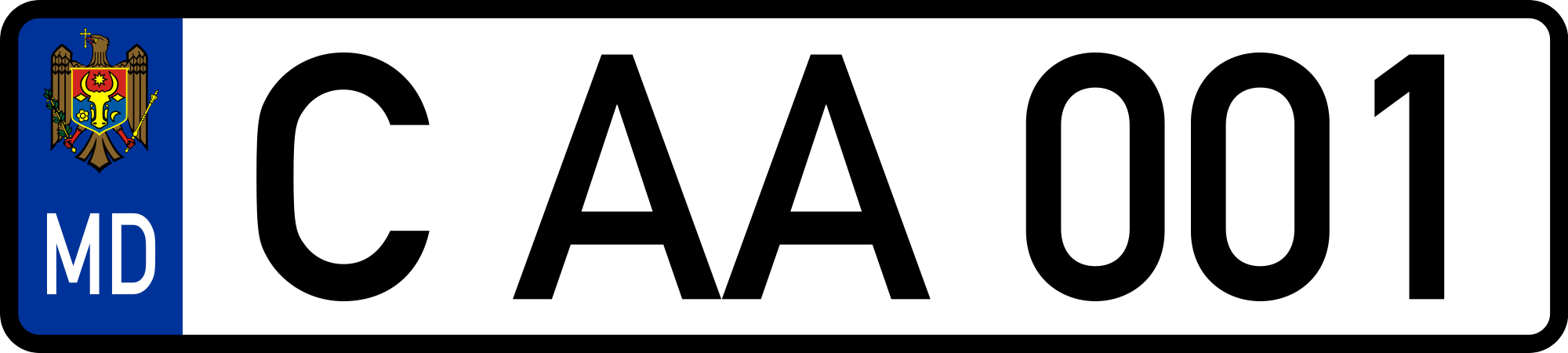
Ehemaliges Kfz-Kennzeichen aus Chișinău ab 2011 bis 2015

Kfz-Kennzeichen aus Chișinău bis 2011

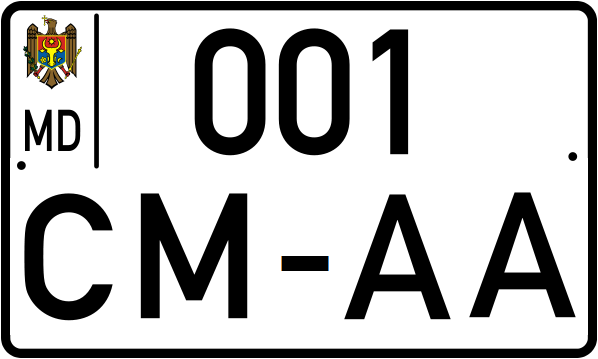
Kennzeichen für Zweiräder

Diplomaten-Kennzeichen

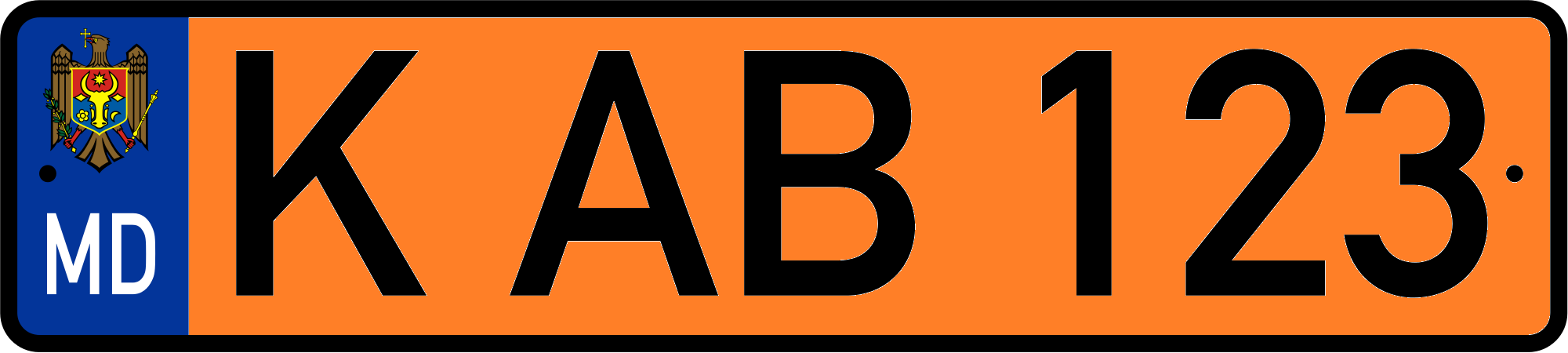
Kennzeichen für Fahrzeuge des öffentlichen Personentransports

Moldauische Kfz-Kennzeichen wurden 1992 eingeführt.

## Gestaltung
Die Schilder entsprechen dem europäischen Standard: Am linken Rand des Kennzeichenschildes befindet sich seit 2015 ein blaues Feld mit der Flagge der Republik Moldau und dem Nationalitätskennzeichen MD darunter. Anschließend folgen drei Buchstaben und drei Ziffern, getrennt von zwei Einprägungen. Die obere Einprägung enthält ein Hologramm, die untere soll für Plaketten benutzt werden. Ein Rückschluss auf die Herkunft des Fahrzeuges ist seit dem nicht mehr möglich. Die neuen Kennzeichen sind in der fälschungserschwerenden FE-Schrift geprägt, Wunschkennzeichen sind weiterhin möglich und die alten Kennzeichen bleiben weiterhin gültig.
Von 2011 bis 2015 befand sich im blauen Feld das Staatswappen über dem Nationalitätszeichen.
Die eigentliche Erkennungsnummer begann mit einem oder zwei Buchstaben, die den Rajon bzw. die Stadt angaben, siehe unten. Es folgten zwei weitere Serienbuchstaben und maximal drei Ziffern.
Beispiel: C AG 307  Kennzeichen aus Chișinău (Hauptstadt)

Bis 2011 waren das Wappen und die Buchstaben (1992/93: MLD) auf weißem Grund abgebildet. Es folgte als Abtrennung ein dünner, schwarzer, vertikaler Strich.

## Spezielle Kennzeichen
- Seit 1. März 2014 erhalten Fahrzeuge zum öffentlichen Personentransport gelbe Kennzeichen.[3]
- Temporäre Kennzeichen zeigen rote Schrift und sind mit einem Gültigkeitsdatum versehen.
- Nummernschilder für Diplomaten besitzen dunkelblaue Lettern. Sie bestehen aus den Buchstaben CD oder TS gefolgt von drei Ziffern und zwei Buchstaben.
- H kennzeichnet ein Nummernschild für Ausländer.
- Für besondere Institutionen wie Parlament oder Armee werden spezielle Kombinationen ausgegeben.

In der von Moldau abtrünnigen Transnistrischen Moldauischen Republik, kurz Transnistrien, werden eigene Schilder vergeben. Siehe dazu den Artikel Kfz-Kennzeichen (Transnistrien).

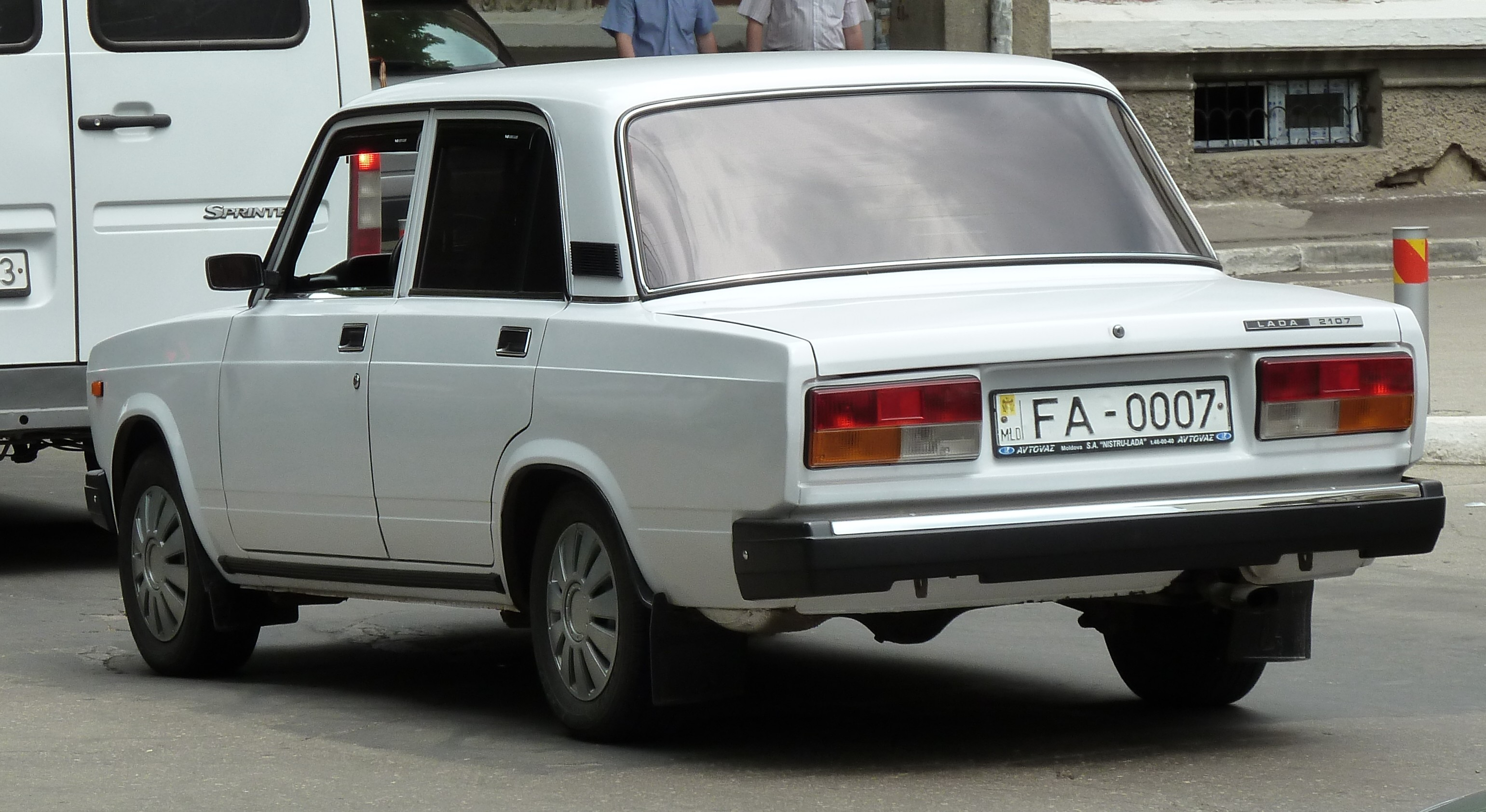
Lada 2107 mit frühem Militärkennzeichen und Länderkürzel MLD

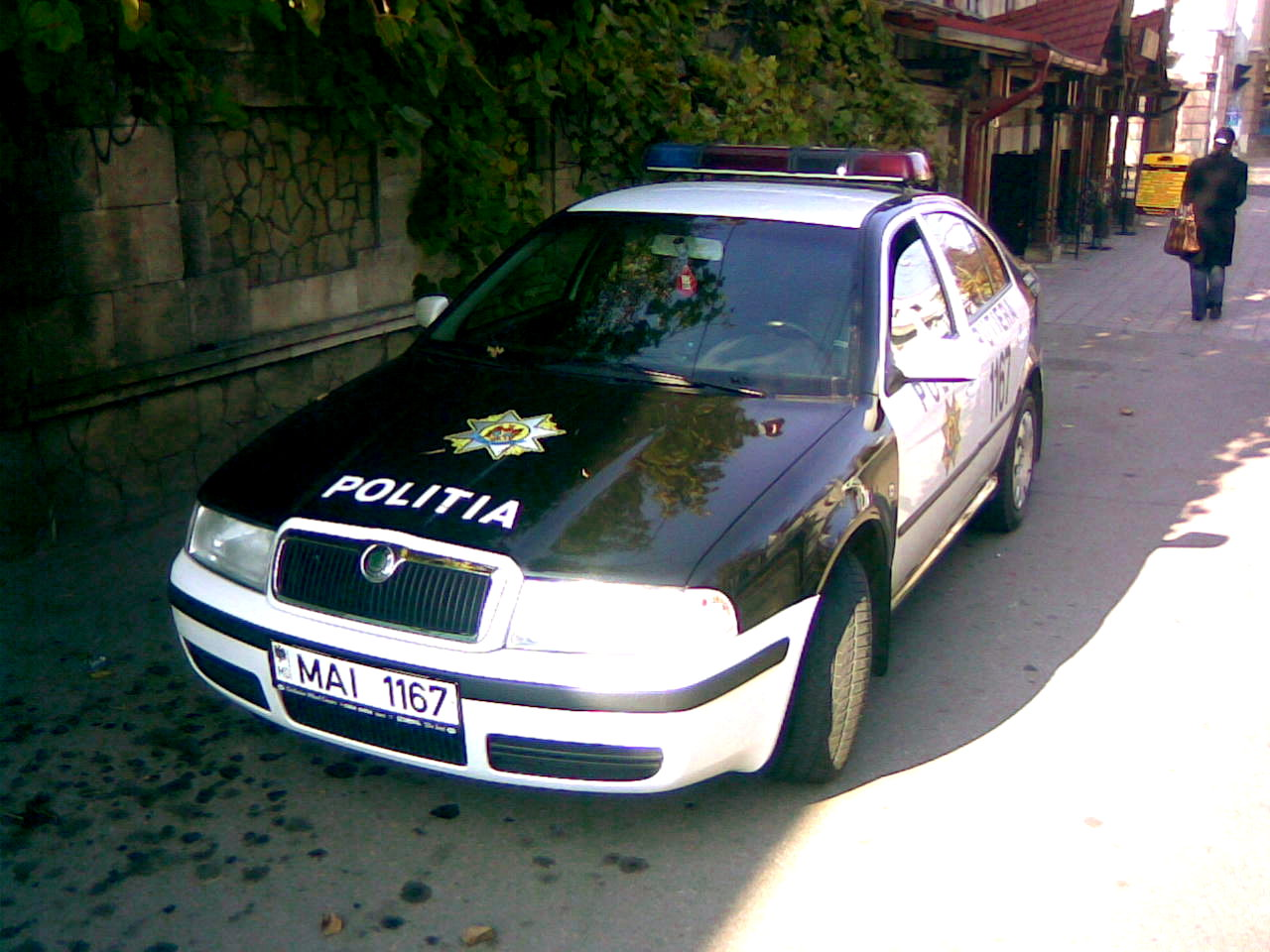
MAI-Kennzeichen an einem Škoda Octavia der moldauischen Polizei

| Kennzeichen | Verwendung                                                    |
| ----------- | ------------------------------------------------------------- |
|             | Präsident der Republik Moldau                                 |
|             | Regierung                                                     |
|             | Parlament                                                     |
|             | Ministerien                                                   |
|             | Streitkräfte (Forțele Armate)                                 |
|             | Carabinieri (Trupele de Carabinier)                           |
|             | Grenzschutz (Departamentul Graniceri)                         |
|             | Innenministerium                                              |
|             | Verkehrspolizei (durch MAI ersetzt)                           |
|             | Zoll                                                          |
|             | Staatssicherheitsdienst (Serviciul Paza și Protecție de Stat) |
|             | temporärer Import                                             |
|             | ausländische Staatsbürger                                     |
|             | Transitkennzeichen                                            |
|             | Diplomatenkennzeichen                                         |
|             | nicht-diplomatische Botschaftsangehörige                      |

## Bedeutung der Ortsbuchstaben, Ausgabe bis 2015

### Kürzel von 2003 – 2015

Geografische Verteilung der Gebiete (Braune Kürzel = Gebiet teilweise oder ganz in Transnistrien → vgl. Tabelle)

| Kürzel | Gebiet                     |
| ------ | -------------------------- |
| AN     | Rajon Anenii Noi *         |
| BL     | Stadt Bălți                |
| BR     | Rajon Briceni              |
| BS     | Rajon Basarabeasca         |
| C      | Stadt Chișinău             |
| CC     | Rajon Kamenka **           |
| CH     | Rajon Cahul                |
| CL     | Rajon Călărași             |
| CM     | Rajon Cimișlia             |
| CR     | Rajon Criuleni             |
| CS     | Rajon Căușeni *            |
| CT     | Rajon Cantemir             |
| DB     | Rajon Dubăsari *           |
| DN     | Rajon Dondușeni            |
| DR     | Rajon Drochia              |
| ED     | Rajon Edineț               |
| FL     | Rajon Fălești              |
| FR     | Rajon Florești             |
| GE     | Autonomes Gebiet Gagausien |
| GL     | Rajon Glodeni              |
| GR     | Rajon Grigoriopol **       |
| HN     | Rajon Hîncești             |
| IL     | Rajon Ialoveni             |
| K      | Stadt Chișinău             |
| LV     | Rajon Leova                |
| NS     | Rajon Nisporeni            |
| OC     | Rajon Ocnița               |
| OR     | Rajon Orhei                |
| RB     | Rajon Rîbnița **           |
| RS     | Rajon Rîșcani              |
| RZ     | Rajon Rezina               |
| SD     | Rajon Șoldănești           |
| SG     | Rajon Sîngerei             |
| SL     | Rajon Slobodseja **        |
| SR     | Rajon Soroca               |
| ST     | Rajon Strășeni             |
| SV     | Rajon Ștefan Vodă          |
| TG     | Stadt Bender (Tighina) *   |
| TL     | Rajon Telenești            |
| TR     | Rajon Taraclia             |
| TS     | Tiraspol **                |
| UN     | Rajon Ungheni              |

Anm.: Gebiet teilweise (*) oder ganz (**) in Transnistrien

### Kürzel vor 2003

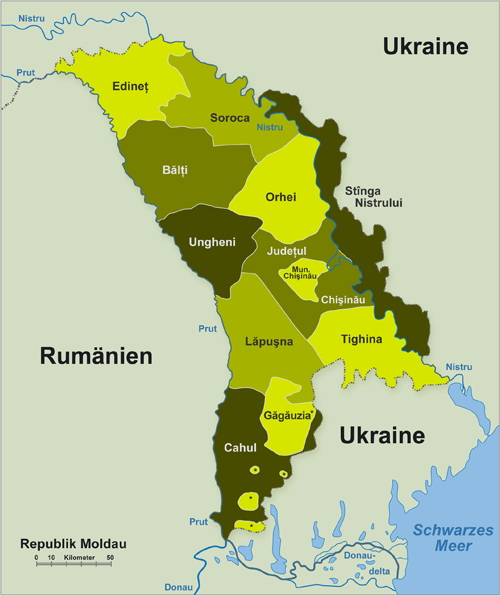
Verteilung der Kreise bis 2003

Von 1999 bis Ende 2002 gliederte sich Moldau in neun Kreise, drei Städte, ein autonomes und ein abtrünniges Gebiet.
| Kürzel | Region                         |
| ------ | ------------------------------ |
| BL     | Kreis Bălți                    |
| C      | Stadt Chișinău                 |
| CH     | Kreis Cahul                    |
| CU     | Kreis Chișinău                 |
| DB     | Autonomes Gebiet Transnistrien |
| ED     | Kreis Edineț                   |
| GE     | Autonomes Gebiet Gagausien     |
| LP     | Kreis Lăpușna                  |
| OR     | Kreis Orhei                    |
| SR     | Kreis Soroca                   |
| TG     | Kreis Tighina                  |
| UN     | Kreis Ungheni                  |

### Veraltete Kürzel
| Kürzel | Gebiet             | Anmerkung                      |
| ------ | ------------------ | ------------------------------ |
| BE     | Stadt Bender       | ersetzt durch TG               |
| CG     | Rajon Ceadîr-Lunga | heute GE für Gagausien         |
| CN     | Rajon Căinari      | aufgelöst, heute CS, AN und IL |
| CO     | Rajon Comrat       | heute GE für Gagausien         |
| VL     | Rajon Vulcănești   | heute GE für Gagausien         |